# 皮茨堡 (印第安納州)
皮茨堡（英語：Pittsburg）是位於美國印第安納州卡洛爾縣的一個非建制地區。該地的面積和人口皆未知。

## 地理
皮茨堡的座標為40°35′34″N 86°42′06″W / 40.59278°N 86.70167°W，而該地的平均海拔高度為169米（即554英尺）。